# Vert (Yvelines)
Vert és un municipi francès, situat al departament d'Yvelines i a la regió de Illa de França. L'any 2007 tenia 776 habitants.
Forma part del cantó de Bonnières-sur-Seine, del districte de Mantes-la-Jolie i de la Comunitat urbana Grand Paris Seine et Oise.

## Demografia

### Població
El 2007 la població de fet de Vert era de 776 persones. Hi havia 308 famílies, de les quals 64 eren unipersonals (40 homes vivint sols i 24 dones vivint soles), 112 parelles sense fills, 116 parelles amb fills i 16 famílies monoparentals amb fills.
La població ha evolucionat segons el següent gràfic:
Habitants censats

### Habitatges
El 2007 hi havia 339 habitatges, 308 eren l'habitatge principal de la família, 19 eren segones residències i 12 estaven desocupats. 331 eren cases i 8 eren apartaments. Dels 308 habitatges principals, 283 estaven ocupats pels seus propietaris, 20 estaven llogats i ocupats pels llogaters i 5 estaven cedits a títol gratuït; 9 tenien dues cambres, 30 en tenien tres, 88 en tenien quatre i 181 en tenien cinc o més. 248 habitatges disposaven pel capbaix d'una plaça de pàrquing. A 128 habitatges hi havia un automòbil i a 164 n'hi havia dos o més.

### Piràmide de població
La piràmide de població per edats i sexe el 2009 era:
| Homes | Edats   | Dones |
| ----- | ------- | ----- |
| 0     | 95 o +  | 0     |
| 0     | 90 a 94 | 0     |
| 4     | 85 a 89 | 4     |
| 8     | 80 a 84 | 4     |
| 16    | 75 a 79 | 12    |
| 16    | 70 a 74 | 20    |
| 16    | 65 a 69 | 16    |
| 20    | 60 a 64 | 8     |
| 20    | 55 a 59 | 20    |
| 40    | 50 a 54 | 44    |
| 24    | 45 a 49 | 48    |
| 40    | 40 a 44 | 12    |
| 24    | 35 a 39 | 24    |
| 24    | 30 a 34 | 28    |
| 24    | 25 a 29 | 16    |
| 28    | 20 a 24 | 12    |
| 8     | 15 a 19 | 32    |
| 16    | 10 a 14 | 12    |
| 24    | 5 a 9   | 24    |
| 16    | 0 a 4   | 12    |

## Economia
El 2007 la població en edat de treballar era de 503 persones, 357 eren actives i 146 eren inactives. De les 357 persones actives 341 estaven ocupades (181 homes i 160 dones) i 16 estaven aturades (5 homes i 11 dones). De les 146 persones inactives 59 estaven jubilades, 46 estaven estudiant i 41 estaven classificades com a «altres inactius».

### Ingressos
El 2009 a Vert hi havia 314 unitats fiscals que integraven 805 persones, la mediana anual d'ingressos fiscals per persona era de 25.225 €.

### Activitats econòmiques
Dels 30 establiments que hi havia el 2007, 1 era d'una empresa alimentària, 1 d'una empresa de fabricació d'altres productes industrials, 8 d'empreses de construcció, 4 d'empreses de comerç i reparació d'automòbils, 2 d'empreses de transport, 2 d'empreses d'hostatgeria i restauració, 1 d'una empresa d'informació i comunicació, 1 d'una empresa financera, 2 d'empreses immobiliàries, 5 d'empreses de serveis, 2 d'entitats de l'administració pública i 1 d'una empresa classificada com a «altres activitats de serveis».
Dels 12 establiments de servei als particulars que hi havia el 2009, 1 era un taller de reparació d'automòbils i de material agrícola, 1 paleta, 1 guixaire pintor, 3 fusteries, 1 lampisteria, 1 electricista, 1 empresa de construcció, 1 perruqueria, 1 veterinari i 1 restaurant.
L'únic establiment comercial que hi havia el 2009 era una fleca.
L'any 2000 a Vert hi havia 4 explotacions agrícoles.

## Equipaments sanitaris i escolars
El 2009 hi havia 1 escola maternal i 1 escola elemental.

## Poblacions més properes
El següent diagrama mostra les poblacions més properes.